# لي شيريوي
لي شيريوي (بالصينية: 李溪芮) (من مواليد 30 يناير 1989) هي ممثلة ومغنية صينية. ظهرت لأول مرة في المسلسل الكوميدي الرومانسي Waking Love Up [الإنجليزية] عام 2011. ثم لعبت أحد الأدوار الرئيسية في الدراما الرومانسية على شبكة الإنترنت الحب v التي أنتجتها جياشينغ ميديا ولعبت أدوارًا داعمة مهمة في الدراما العائلية سر الزوجة والدراما الرومانسية أسطورة العطر. اشتهرت بدورها جياي في الدراما الحديثة الناجحة واكتسبت لاحقًا شهرة بعد دورها شيا تشياو في الدراما الكوميدية الرومانسية جميلة لي.

## وصلات خارجية
- لي شيريوي على موقع IMDb (الإنجليزية)
- لي شيريوي على موقع قاعدة بيانات الفيلم (الإنجليزية)